# Ившина, Лариса Алексеевна
Лариса Алексеевна Ившина (укр. Лариса Олексіївна Івшина; род. 9 июня 1960, Локачи, Волынская область) — советская и украинская журналистка. Главный редактор газеты «День». Заслуженный журналист Украины (2001).

## Биография
Родилась 9 июня 1960 года в посёлке Локачи Волынской области. Отец — Алексей Павлович Жаловага (1927—1961), мать — Мария Архиповна (род. 1927). В 1984 году окончила факультет журналистики Киевского государственного университета имени Тараса Шевченко.
После окончания университета работала корреспондентом, а позднее заведующим отделом газеты «Знамя коммунизма», переименованной в 1990 году в «Киевский вестник». В июле 1992 года стала редактором отдела политики, а в следующем году заместителем главного редактора «Киевских ведомостей». В декабре 1994 года прошла стажировку в Брукингском институте в США.
С 1995 по 1996 год являлась пресс-секретарём премьер-министра Украины Евгения Марчука. После, с 1996 по 1997 год — главный редактор Международного медиа-центра.
В январе 1997 года стала главным редактором газеты «День».
Организатор премии имени Джеймса Мейса. Входила в жюри журналистской премии имени блаженного Кароля Войтылы. Входит в наблюдательные советы Национального университета «Острожская академия», Волынского национального университета имени Леси Украинки, Львовского национального университета имени Ивана Франко и Национального университета «Львовская политехника». С 2016 года — почётный профессор Волынского национального университета имени Леси Украинки.

## Влияние
Ившина неоднократно включалась в список «100 самых влиятельных женщин Украины», составленном еженедельником «Фокус». Так, в 2006 году она заняла 32-е место, в 2007 году — 35-е место, в 2008 году — 20-е место, в 2013 году — 83-е место, в 2014 году — 85-е место, в 2015 году — 62-е место, а в 2016 году — 71-е место.

## Награды и звания
- Заслуженный журналист Украины (2001)[2].

## Личная жизнь
Вдова, была замужем за бывшим премьер-министром Украины Евгением Марчуком (1941—2021).